# Serguey Torres
Pour les articles homonymes, voir Torres.
Serguey Torres Madrigal, né le 20 janvier 1987 à Sancti Spíritus, est un céiste cubain spécialisé dans la course en ligne. Il est multiple médaillé aux championnats du monde ICF entre 2005 à nos jours sans avoir pu obtenir de sacre.
Il a par contre remporté la médaille d'or en C2 1 000 mètres aux Jeux olympiques d'été de 2020 avec son coéquipier Fernando Jorge lors de sa quatrième participation aux jeux.

## Carrière sportive
Torres est diplômé en éducation physique de l'Institut national des sports "Manuel Fajardo" de La Havane. 
Il participe à ses premières compétition internationale à partir de 2005, marqué par sa médaille d'argent avec Karel Aguilar dans l'épreuve C-2 1000 m aux Championnats du monde 2005 de Zagreb mais aussi deux médailles de bronze sur 200 et 500 mètres.
En 2007, il reste vice-champion lors des championnats de Duisburg mais remporte deux titres aux Jeux panaméricains de Rio sur 500 et 1000 mètres. Pour ses premiers jeux olympiques en 2008, il finit dernier en neuvième position pour sa finale du C2-1000 m. Il est ensuite associé à José Carlos Bulnes à partir de 2009 et les résultats sont un peu moins bons puisqu'il ne figure plus sur les podiums des championnats du monde. Pour ses deuxième jeux, le bateau en biplace se classe sixième de la finale de Canoë aux jeux olympiques de 2012. 
Il navigue plus tard avec Fernando Jorge à partir de 2015 et remporte alors le Championnats panaméricains de 2016 dans l'épreuve C-2 1000 m. Ce titre leur permet d'être qualifié pour Jeux olympiques de Rio de 2016 où ils termineront sixième dans cette catégorie.
Ensuite, il obtient une médaille d'argent sur 1000 mètre en canoë biplace aux mondiaux 2017 à Račice. Leur bateau sera toujours sur la deuxième marche du podium en 2018 à Montemor-o-Velho ou en 2019 à Szeged. 
Toujours associé avec Fernando Jorge, il remporte en 2021 le titre sur 1000 mètres aux Jeux olympiques d'été de Tokyo en établissant un nouveau record olympique avec un chrono de 3 min 24 s 995.